# مذهب الاستقبال
في القانون العام، يشير مصطلح مذهب الاستقبال (بالمعنى الضيق للكلمة، استقبال القانون العام لإنجلترا في مستعمرة ما) إلى العملية التي يصبح فيها القانون الإنجليزي قابلاً للتطبيق على مستمرة التاج البريطاني أو محمية أو دولة محمية.
في كتاب تعليقات حول قوانين إنجلترا (الكتب الأول، الفصل الرابع، الصفحات 106-108)، وصف السير وليام بلاكستون المذهب على النحو التالي:

المزارع أو المستعمرات، الموجودة في البلدان البعيدة، إما أن تكون عبارة عن أراضٍ يُعلن عن حيازتها بموجب الاحتلال فقط من خلال العثور عليها وهي على هيئة صحراء وغير مزروعة وتأهيلها بالسكان من البلد الأم؛ أو الأراضي، عندما تكون مزروعة بالفعل، التي تم اغتنامها عن طريق الغزو أو تم التنازل عنها لنا بموجب معاهدات. وتأسست هذه الحقوق بناءً على قانون الطبيعة أو على الأقل بناءً على قانون الأمم. ولكن هناك فرق بين هذين النوعين من المستعمرات، فيما يتعلق بالقوانين الملزمة. نظرًا لأنه جرت العادة على أنه في حالة اكتشاف بلد غير مأهول وتمت زراعته من قِبل الرعايا الإنجليز، فعندئذٍ تكون جميع القوانين الإنجليزية الموجودة آنذاك والتي هي حق مكتسب لجميع الرعايا سارية المفعول على الفور... ولكن في البلدان التي تم غزوها أو التنازل عنها، التي لديها بالفعل قوانينها الخاصة، فيحق عندئذ للملك تعديل وتغيير هذه القوانين؛ ولكن، إلى أن يقوم بالفعل بتغييرها، تظل القوانين القديمة للبلد سارية، ما لم تكن هذه القوانين ضد شريعة الله كما هو الحال بالنسبة للبلد الكافر.

(ملاحظة: كان يُقصد بالإشارة إلى ’البلد الكافر‘ في هذا السياق أساسًا لحظر العادات التي تُعتبر همجية من قِبل البريطانيين مثل أكل لحوم البشر، فور استعمار الإقليم، في عصر كانت الاتصالات بين الحكومة البريطانية ومستعمراتها البعيدة قد تستغرق عدة أشهر بلا توقف.)
بعبارة أخرى، إذا تم استعمار إقليم «غير مأهول» من قِبل بريطانيا، فعندئذٍ يسري القانون البريطاني تلقائيًا في هذا الإقليم منذ لحظة الاستعمار؛ ومع ذلك إذا كان لدى الإقليم المستعمر نظام قانوني مسبق، فإن القانون الأصلي ينطبق (فعليًا شكل من أشكال الحكم غير المباشر) حتى يتم استبداله رسميًا بالقانون الإنجليزي، من خلال الامتياز الملكي الخاضع لبرلمان وستمنستر (برلمان المملكة المتحدة).

## هونغ كونغ
عمليًا، قد يستغرق الأمر سنوات أو حتى عقود حتى يتم استبدال القانون الأصلي في إحدى المستعمرات تدريجيًا بالقانون الإنجليزي. ويقدم التاريخ القانوني لهونغ كونغ توضيحًا لهذه النقطة: فبعد الاستعمار من قِبل الإمبراطورية البريطانية في عام 1841، ظل قانون تشينغ العظيم ساري المفعول بالنسبة للسكان الصينيين المحليين. وحتى نهاية القرن التاسع عشر، كانت تتم معاقبة الجناة الصينيين بقطع الرأس، في حين يُعاقب البريطاني بالإعدام عن طريق الشنق. حتى بعد مرور فترة طويلة من القرن العشرين وبعد سقوط أسرة تشينغ في الصين، كان لا يزال بمقدور الرجال الصينيين ممارسة تعدد الزوجات بموجب قانون تشينغ—وهو الوضع الذي لم ينته إلا بتمرير قانون الزواج عام 1971.